# Вищий адміністративний суд Хорватії
Вищий адміністративний суд Хорватії (хорв. Visoki upravni sud Republike Hrvatske) — спеціалізований суд, установлений для всієї території Республіки Хорватія, з осідком у Загребі. Створений 1 січня 2012 р. на базі колишнього Адміністративного суду Республіки Хорватія у зв'язку з початком роботи адміністративних судів першої інстанції у Загребі, Спліті, Осієку та Рієці. Адміністративний суд Хорватії своєю чергою було створено 1 липня 1977 як незалежний республіканський суд Соціалістичної Республіки Хорватії, а до того судовий нагляд за законністю остаточних окремих адміністративних актів забезпечувався в рамках адміністративного відділу Верховного суду Республіки Хорватія.

## Повноваження і склад суду
Юрисдикція Вищого адміністративного суду Хорватії визначається положеннями частини 3 статті 12 Закону про адміністративні спори (хорв. Zakon o upravnim sporovima). Суд:
- ухвалює рішення про оскарження рішень адміністративних судів і рішень, щодо яких допускається апеляція;
- приймає рішення про законність законів, положень, постанов, статутів, регламентів, процедур, рішень, інструкцій, наказів тощо;
- ухвалює рішення у випадку конфлікту юрисдикцій між адміністративними судами;
- вирішує в інших передбачених законом випадках.

З 1 січня 2012 р. компетентними розв'язувати адміністративні спори у першій інстанції є адміністративні суди в Загребі, Спліті, Рієці та Осієку, за винятком адміністративних спорів, які Законом про адміністративні спори та іншими спеціальними законами віднесено до компетенції Вищого адміністративного суду.
Вищий адміністративний суд ухвалює рішення у складі колегії з трьох суддів, за винятком справ про законність законів, положень, постанов та ін., коли він приймає рішення у складі колегії з п'яти суддів.